# 九九式二〇ミリ機銃

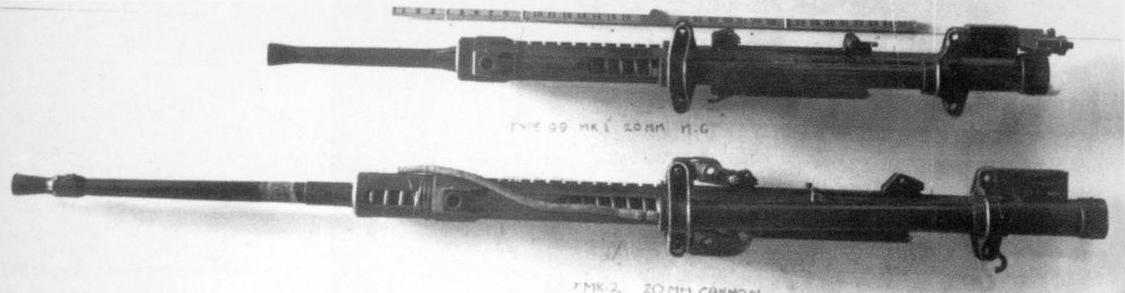
上が九九式一号二十粍機銃、下が九九式二号二十粍機銃。二号銃の方が銃身が長いことがわかる。

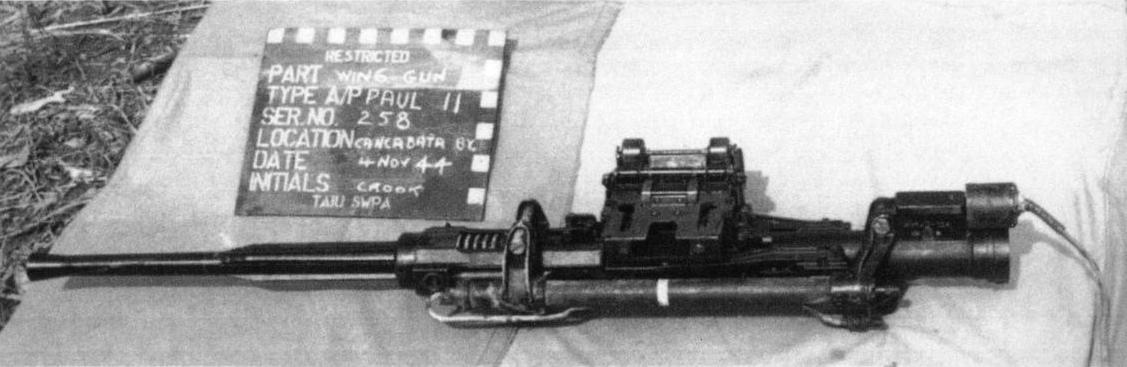
九九式二十粍機銃

九九式二十粍機銃（きゅうきゅうしきにじゅうみりきじゅう）は大日本帝国海軍で採用された航空機銃。エリコンFF並びにエリコンFFLをライセンス生産した九九式一号二十粍機銃並びに九九式二号二十粍機銃を指す。

## 特徴
日本海軍は研究用に輸入したフランスのドボワチン D.500を参考に、零戦に世界に先駆けて20mm機銃を採用した。この20mm機銃は、スイスのエリコン社からエリコンFFのライセンスを取得し、国産化されたもので九九式一号機銃一型として用いられたものだった。弾丸の初速600メートル/秒で、弾倉の弾丸数が少ないため改良され、一号機銃二型は携行弾数が100発となり、二号銃では初速750メートル/秒となり、命中率は大きく改善された。
弾丸は、徹甲弾、曳光弾、炸裂弾の三種類あり、弾倉内に交互に装填される。弾倉は100発入りであるが、バネを圧縮しながらの弾丸装填は100発装填すると作動せず発射できない場合があり、バネにゆとりを持たせるため、97発の装填とした。20ミリ機銃の発射は圧搾空気であり、圧搾空気ボンベは操縦席後部に装備されていた。
日本における生産総数は各形式合わせて約35,000挺。
九九式二十粍機銃の初速は、20x72RB弾を用いる一号銃（FF）で600m/s、20x101RB弾を用いる二号銃（FFL）で750m/s、携行弾数については60発ドラム弾倉（二型）、100発大型ドラム弾倉（三型）、125～250発を携行するベルト給弾式（四型～五型）だった。重量は一号銃で25kg前後、二号銃でも38kg前後であり、他の航空機銃／機関砲に比べて全般的に軽量だった（ブローニングM2 12.7mm機関銃は28kg前後、マウザー MG151/20は42kg前後、共にベルト給弾式）。ただしベルト給弾ではなく弾倉を使用する場合は弾倉の重量も加味される。60発ドラム弾倉では8kg、100発大型ドラム弾倉では重量が18kgである。第二次世界大戦前後に各国が開発した同級の航空機銃と比較すると、九九式一号二十粍機銃（エリコンFF）は小型かつ軽量でありながら炸裂弾を使用できるという利点があった。一号銃（FF）の低初速は発射薬の少なさ（13.6g）と短銃身に起因するもので、発射薬が多く（21.6g）、長銃身の二号銃（FFL）では初速が大幅に上がっている。九九式二号銃四型の発射速度増大型や五型では、APIブローバック方式の不利を覆して発射速度も向上している。なお、原型のエリコンFFに採用されているAPIブローバック方式は、給弾力が弱いためベルト給弾は不可能と考えられており、発明されたスイスやライセンス生産を行ったドイツでもベルト給弾化は行われておらず、全FFシリーズの中で日本の九九式二十粍機銃四型～五型のみベルト給弾を実現している。
命中時の破壊力については、九九式一号二十粍機銃でも当り所にもよるが1~2発の命中弾で敵戦闘機を撃墜することも可能であり、米軍パイロットにとって九九式二十粍機銃は大きな脅威として映っていた。米軍では自身の装備するB-17が12.7mm機銃を相当数打ち込んでも撃墜困難であったことから、難攻不落の空の要塞であると謳っていたが、大東亜戦争開戦直後に20ミリ機銃を装備した零戦二一型に撃墜された。もっとも、相対した日本海軍から見ると、大型爆撃機を一撃で撃墜するために導入した九九式一号二十粍機銃をもってしてもB-17の撃墜が容易ではないことは大問題であり、鹵獲したB-17の防弾板や防弾タンクへの実射試験から一号銃では至近距離から撃たなければこれらに致命傷を与えられないことが明らかになると、中央・現地部隊とも一号銃の破壊力不足を深刻な問題として捉えている。対策としては二号銃の配備が最適と考えられたが、一号銃の生産ラインを急に変更することは不可能だった。そのため取り敢えず遅動信管を開発・配備して、炸裂弾が防弾板や防弾タンクの表層で炸裂して、内部に被害を与えられない現状の改善が図られた。その後、生産体制の改変により二号銃が配備され、問題の根本解決が図られている。二号銃を装備する日本海軍戦闘機は、B-17よりも強力な防弾装備を持つB-29であっても脅威であった。しかし、日本海軍側から見ればB-29は二号銃をもってしても撃墜困難な難敵であり、これに対抗するため、より厚くなった防弾タンクを撃ち抜いた後に炸裂弾が炸裂する新たな遅動信管を開発している。
小福田晧文は、命中した時の破壊力には威力があるが、7.7mmや13mmにくらべ、初速が低いため、弾道が低下し、命中率が悪く、これをカバーするには高い技量が必要な近接射撃が必要になるため、未熟者は遠距離射撃になり、命中せず威力を発揮しないと語っている。坂井三郎は、零戦が20mm機関砲と7.7mm機銃を共に搭載した事を批判し、搭載機関砲の種類を統一すべきだったと主張している。7.7mm機銃に比べて高価な弾薬を節約するため空中射撃訓練では20mm機関砲の射撃は一度も行われなかったとする証言もある。

## 歴史
1935年（昭和10年）夏頃、日本海軍では航空本部長山本五十六中将の主導の元、大型爆撃機に対処可能な大口径機銃の導入が検討されていた。航空本部技術部首席部員であった和田操が中心となって各国の大口径機銃を比較検討していたところ、在フランス武官からエリコンFFの情報が入ったことから、急遽サンプルを輸入して調査が行われた。調査結果が良好だったことから導入が急がれたが、完成品輸入では戦闘機の生産機数を把握されかねない為、製造権を取得し民間会社での国内生産とする事になった。1936年（昭和11年）6月にエリコン社とライセンス契約が結ばれ、1937年（昭和12年）夏には大日本兵器株式会社（当時は富岡兵器製作所）において九九式一号二十粍機銃の名称（当時は「恵式二十粍機銃一型」。1941年（昭和16年）に改称）でエリコンFFのノックダウン生産を開始、1938年（昭和13年）3月にはエリコン社の技師6名が来日し技術指導をし、7月にはライセンス生産に移行した。九九式一号二十粍機銃は、まず九六式陸上攻撃機に旋回機銃型（独自に開発）が搭載された他、当時試作段階にあった零式艦上戦闘機（以下、零戦）や一式陸上攻撃機等への搭載も決定され、帝国海軍の主力航空機銃となった。開戦により需要は逼迫し大日本兵器株式会社は富岡に加え6箇所に工場の増設を行なったが、後には海軍の豊川海軍工廠、多賀城海軍工廠でも生産された。
1938年秋、支那事変で戦っている戦闘機部隊である12空から、計画中の20mm機銃装備の零戦について、「機銃口径は十ミリないし十三ミリを適度とし、初速の小さい翼上二十ミリ機銃は戦闘機には百害あって一利なし」という意見が提出された。
1940年7月15日、日中戦争の101号作戦のため、第二連合航空隊に横山保大尉と進藤三郎大尉率いる零戦13機が進出した。零戦はまだ実用試験中のもので、全力空中戦闘をするとシリンダーが過熱に陥り焼けつくおそれがあった。またGが大きくなると脚が飛び出すこと、Gがかかると20mm機銃が出なくなることがまだ未解決であった。そのため、技術廠から飛行機部の高山捷一技術大尉、発動機部の永野治技術大尉がそれにあたり、技術者、整備員、搭乗員が一体となってこれを解決した。9月13日、零戦が初陣で27機撃墜の大戦果を報告した。これを受け、零戦を制作した三菱重工、エンジンを制作した中島飛行機、20ミリ機銃を製造した大日本兵器が海軍航空本部から表彰された。
1941年12月、大東亜戦争勃発。開戦当初、B-17程度の防御力なら零戦の20ミリ機銃一発で撃墜可能と考えていたが、効果がないという報告があった。川上陽平海軍技術少佐によれば、調査の結果、これは威力不足ではなく、5メートルほどの標的での射撃訓練を受けたパイロットが大型で尾部に防御火力を持つ四発重爆に対して、照準器の視野にあふれるため、相当接近したと錯覚して有効射程外から射撃して退避していることが原因であったという。
1942年（昭和17年）夏頃からドラム弾倉が60発入りから100発入りの大型へ徐々に切り替えられ、採用当初から問題になっていた携行弾数の少なさの改善が図られた。
1942年（昭和17年）秋、横須賀航空隊の花本清澄少佐を中心とし、20mm機銃の命中率を高める為の最適取付角度を決める実験を行った。1ヵ月半に及ぶ実験の結果、左右の取付角度の調整及び弾道が低下する分を補うように機銃を若干上向きに装備する事で改善し、戦地にてこの「筒軸線整合」を簡単に調整できる装置も考案して改修を行った。命中率の問題について、戦後、堀越二郎は、「零戦のフレームのあまりの脆弱さ（極端な軽量構造が祟り、空中戦による負荷や射撃の反動によって取り付け部である主翼が撓み、命中精度が落ちる）が低命中率の原因ではないか」と推測している。
1943年（昭和18年）春からはエリコンFFLをライセンス生産した九九式二号二十粍機銃の生産が始まり、零戦二二甲型～五二型や、月光一一型に搭載された。初速の増大によって破壊力・弾道特性とも改善された二号銃は現地部隊でも好評で、二号銃搭載零戦の早期補給を要望する中央への電文が残されている。
1943年（昭和18年）秋にはベルト給弾化された九九式二号二十粍機銃四型の生産が始まり、零戦五二甲型以降の他、雷電二一型～三三甲型、紫電一一乙型～二一型等に搭載された。1944年（昭和19年）秋から翌1945年（昭和20年）冬にかけて九九式二号二十粍機銃四型の発射速度増大型及び九九式二号二十粍機銃五型が開発され、前者は何とか量産に漕ぎ着けて一部が実戦配備されたものの、後者は量産準備中に終戦を迎えている。

## 諸元
九九式二十粍一号機銃二型
- 全長： 133.1 cm
- 重量： 23 kg
- 砲口初速： 600 m/s
- 発射速度： 約520発/分
- 給弾方式： 60発ドラム弾倉

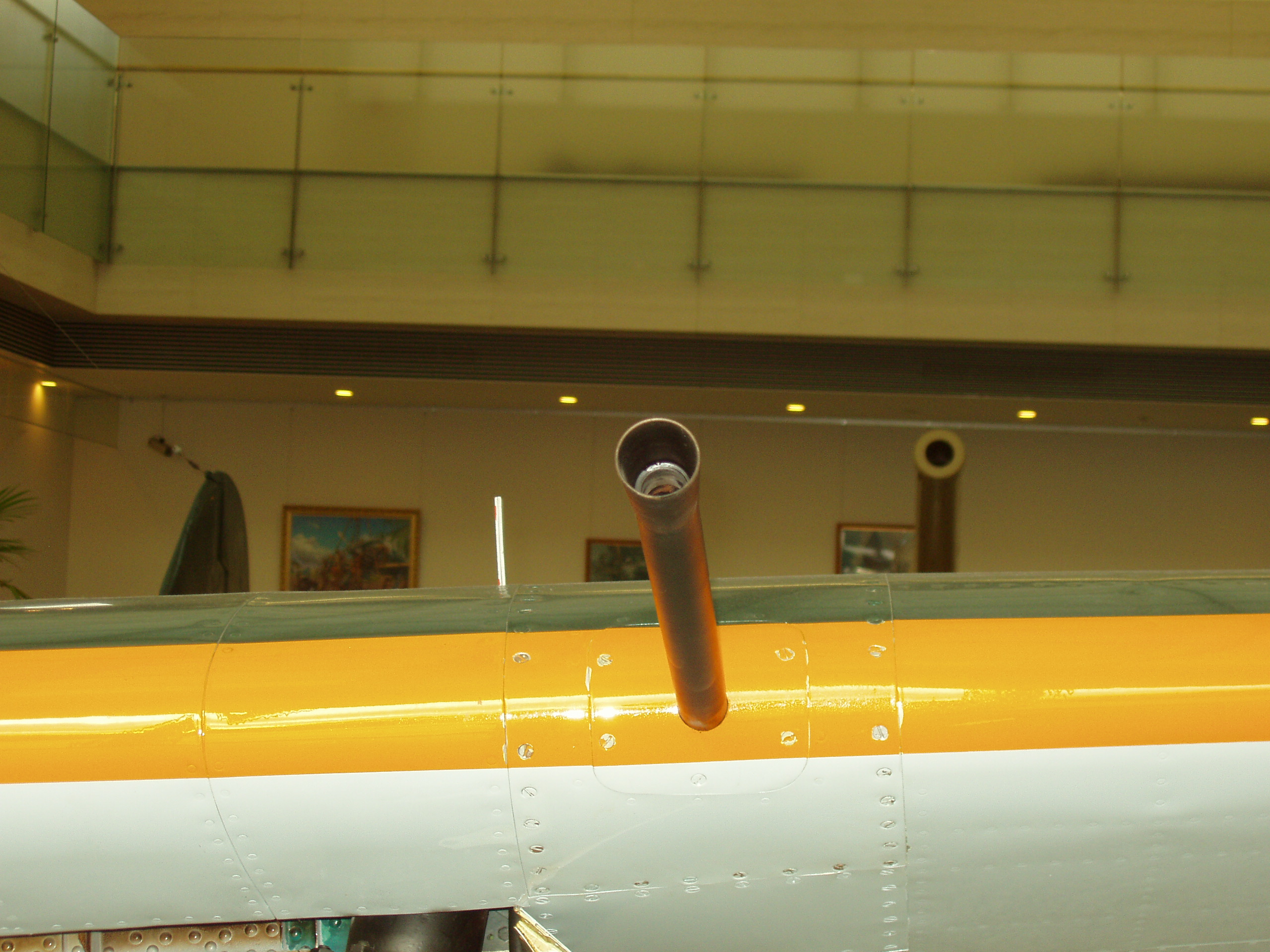
九九式二号機銃を模したダミー銃身（遊就館に展示されている零戦五二型のもの）

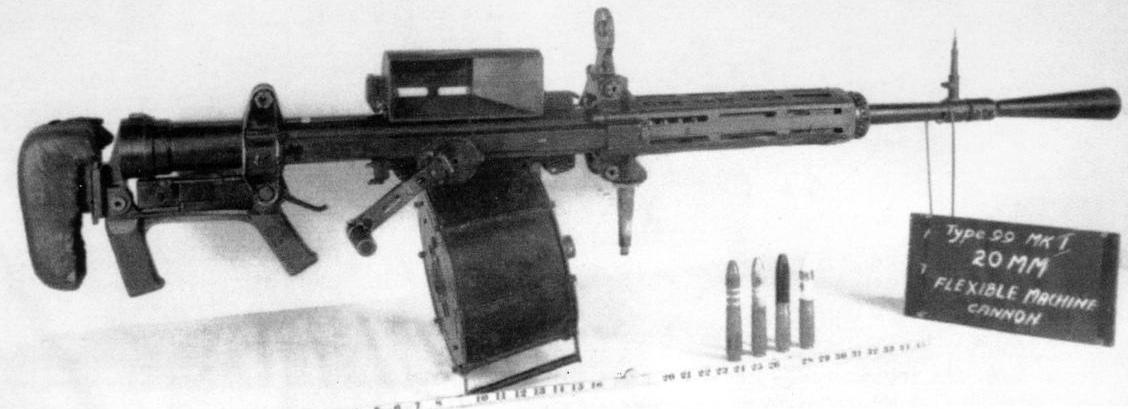
旋回機銃型。45発ドラム弾倉。主な搭載機： 一式陸攻、二式飛行艇、銀河

- 主な搭載機： 零戦一一型～二一型、試製雷電

九九式二十粍一号機銃三型
- 全長： 133.1 cm
- 重量：23.2 kg
- 砲口初速： 600 m/s
- 発射速度： 約520発/分
- 給弾方式： 100発ドラム弾倉
- 主な搭載機：零戦三二型～二二型、紫電一一型

九九式二十粍一号機銃四型
- 全長： 133.1 cm
- 重量：27.2 kg
- 砲口初速： 600 m/s
- 発射速度： 約550発/分
- 給弾方式： 金属ベルト125発～250発
- 主な搭載機： 雷電二一型～三三型、紫電一一乙型～二一型、瑞雲一一型、流星一一型

九九式二十粍二号機銃三型
- 全長： 188.5 cm
- 重量： 37 kg
- 砲口初速： 750 m/s
- 発射速度： 約480発/分
- 給弾方式： 100発ドラム弾倉
- 主な搭載機： 零戦二二甲型～五二型、雷電一一型、紫電一一甲型、月光一一型～一一甲型

九九式二十粍二号機銃四型
- 全長： 188.5 cm
- 重量： 38 kg
- 砲口初速： 750 m/s
- 発射速度： 約500発/分
- 給弾方式： 金属ベルト125発～250発
- 主な搭載機： 零戦五二甲型～六四型、雷電二一型～三三甲型、紫電一一乙型～二一型、月光一一甲型、彗星一二戊型、銀河夜戦、彩雲夜戦

九九式二十粍二号機銃四型 発射速度増大型
- 全長： 188.5 cm
- 重量： 38 kg
- 砲口初速： 750 m/s
- 発射速度： 約620発/分
- 給弾方式： 金属ベルト125発～250発
- 主な搭載機：不明（末期生産の二号四型搭載機に搭載？）

九九式二十粍二号機銃五型
- 全長： 188.5 cm
- 重量： 38.5 kg
- 砲口初速： 750 m/s
- 発射速度： 約720発/分
- 給弾方式： 金属ベルト125発～250発
- 主な搭載機：連山、烈風(搭載試験中に終戦)